# 村山地方
村山地方（日语：／ Murayama chihō */?）是指山形縣的以山形盆地為中心的地區，管轄有14市町，在行政上屬於村山綜合支廳。山形縣約半數的人口居住在村山地方。村山地方在過去有縣廳及商業中心山形市及山形空港所在地、工廠聚集的東根市兩大主要都市圈。但近年村山地方已開始形成的一體的都市圈。在古代這一地區相當於村山郡。由於地處內陸，村山地方的降水量較少。

## 外部連結
- 仙台・やまがた交流連携促進会議 （页面存档备份，存于）
- 山形県村山地方の観光案内 （页面存档备份，存于）